# Dosímetro Personal Tipo Film Monitores
El dosímetro personal es un detector de radiaciones de tipo ionizante –tales como las provenientes de los equipos de radiodiagnóstico o fuentes radiactivas– cuyo principal objetivo es integrar las dosis de radiación recibidas por el personal expuesto a dicho agente de riesgo en razón de su ocupación, durante un determinado periodo. Los resultados provenientes del análisis de los dosímetros personales permiten evaluar cuantitativamente el grado de exposición ocupacional del personal que se desempeña en los distintos servicios. Esta información es fundamental a la hora de determinar si las dosis de radiación recibidas por el personal están dentro de los límites establecidos como razonablemente seguros en las legislaciones vigentes.
Si se tiene en cuenta además que los efectos clínicamente observables de las radiaciones ionizantes comienzan a manifestarse a niveles de dosis muy por encima de los límites establecidos en la reglamentación nacional, se puede inferir que la manera más eficiente de desarrollar un programa de vigilancia epidemiológica del personal expuesto es a través del análisis de los resultados dosimétricos. Este criterio es importantísimo, si se considera además que el agente físico en cuestión no presenta umbral, vale decir, si se establece una correlación entre la dosis versus la probabilidad de ocurrencia de daño, la curva que representa el fenómeno pasa por el origen del plano coordenado.
De acuerdo a lo anterior, y a otras consideraciones más específicas, es que la Autoridad Sanitaria [¿quién?] ha establecido el uso del Dosímetro Personal de Radiaciones, como obligatorio para toda persona expuesta en razón de su ocupación.